# Georg Narten (Baurat)
Georg Narten (* 30. Juni 1853 in List; † 30. März 1933 in Breslau) war ein deutscher Strombaudirektor und Geheimer Baurat.

## Leben
Unter der Leitung von Georg Narten wurde die Alte Harburger Elbbrücke erbaut. Am 30. September 1899 leitete Narten die Eröffnungsfeier der alten Harburger Elbbrücke ein.  Nach zweieinhalb  Jahren Bauzeit übergab Narten die Brücke in die Obhut der Stadt Harburg an der Elbe und der Gemeinde Wilhelmsburg. Sein Sohn Georg Narten (* 13. August 1892 in Harburg; † 18. April 1963 in Hamburg-Harburg) baute für seine Vaterstadt das Gebäude der Marie-Kroos-Stiftung.

## Ehrungen
Zu Ehren Nartens wurde 1950 die Hamburger Straße in  Nartenstraße umbenannt.